# Indaleci Castells i Oller
Indaleci Castells i Oller (Valls, Alt Camp, 28 de març de 1864 - Valls, Alt Camp, 4 de setembre de 1930) va ser un arxiver, bibliotecari, cronista, periodista, professor i polític català, alcalde de Valls entre els anys 1906 i 1909.

## Periodista i professor
Encara que inicià els estudis de Ciències Exactes a la Universitat de Barcelona, ben aviat comença a treballar de corrector de proves al diari barceloní "La Dinastía". El 1883 es crea "El Eco de Valls" i el 1885 Castells és nomenat redactor en cap. Sota la seva direcció passa a ser l'organ del Partit Liberal del districte de Valls-Montblanc. Més endavant va fundar els setmanaris “El Distrito”, el 1893, “La Actualidad” el 1896, i “La Crónica de Valls” el 1905, sent a més el seu director fins a la seva mort. En aquest darrer setmanari hi publicà més d'un centenar d'articles sobre la història de la seva vila, sovint amb els pseudònims de Patrici de Valls o March Pons. També va promoure la publicació de l'Almanaque de Valls cap al 1908. En les seves cròniques aclarí alguns errors històrics, especialment sobre les Esquadres de Catalunya. Amb motiu del primer Centenari de les Festes Decennals de la Mare de Déu de la Candela, el 1891 Indaleci Castells es converteix en l'ideòleg i el coordinador general. Comença a treballar de professor al Colegio Vallense, activitat que manindrà fins al 1892. Exerceix també com a professor de matemàtiques i geometria a l'Escola Elemental d'Indústries de Valls.

## El polític
Indaleci Castells fou elegit diputat provincial durant els biennis 1897-1898 i 1901-1902. El novembre de 1905 també és elegit regidor de l'Ajuntament de Valls i el 1906 es converteix en l'alcalde de Valls, càrrec que ocuparà fins al 1909. Després d'haver estat incapacitat per ocupar el càrrec de regidor electe durant el període 1910-1913, torna a ser elegit regidor per al període 1914-1917. També ocupà el càrrec de secretari de la Cambra de Comerç i Indústria de Valls.
El 23 de desembre de 1923 Indaleci Castells és detingut al camp de futbol del Vilar mentre presenciava una competició atlètica i és empresonat durant 24 hores. Segons les cròniques de l'època, sembla que en aquest succés van influir factors de tipus polític.

## Activitat literària
Castells, també destacà per les seves participacions en activitats de caràcter literari. Així, el 1905 s'estrena al Teatre Principal la sarsuela Joselito, amb llibret d'indaleci Castells i musica del mestre Ramon Farrés. El febrer del 1911 guanya l'Englantina als Jocs Florals de les Festes Decennals de la Candela amb el poema "Medi", i el juny d'aquest mateix any guanya la "Flor Natural" al certamen històric-literari commemoratiu del setge de Tarragona, amb el poema "La Flor del Camp". El 1921 publica el drama "Estrella de Oriente" amb el pseudònim de "Pedro Albiol".

## Cronista, arxiver i bibliotecari de Valls
El 1918 l'Ajuntament de Valls nomena a Indaleci Castells cronista, arxiver i bibliotecari de la ciutat. I aquest mateix any és nomenat també membre del Patronat de la Biblioteca Popular de Valls per la Mancomunitat de Catalunya. El 1924 l'Ajuntament de la dictadura acorda anul·lar el càrrec d'arxiver que ocupava Castells. El seu fons personal es conserva a l'Arxiu Comarcal de Valls (fons Impremta Castells).